# Berlin-Waidmannslust
Waidmannslust is een stadsdeel van de Duitse hoofdstad Berlijn en behoort tot het noordwestelijke district (Verwaltungsbezirk) Reinickendorf. 

## Ligging
De plaats wordt door de Waidmannsluster Damm/Zabel-Krüger-Damm in twee gesplist. Het noordelijke en westelijke deel heeft net als het aangrenzende Hermsdorf een villa- en landhuisbebouwing terwijl het oostelijke deel meer hoogbouwkent. In het noordoosten grenst het nog aan Lübars en in het zuiden aan Wittenau.

## Geschiedenis
In 1875 werd er een villakolonie gesticht. Er was een herberg Waidmannslust wat later ook de naam gaf aan het gebied, dat tot de gemeente Lübars behoorde. In 1920 ging Waidmannslust op in Groot-Berlijn en werd een stadsdeel van Reinickendorf. 

## Verkeer
Het treinstation Waidmannslust wordt door de S-Bahn-lijn S1 en S85 bediend. Verder rijden er meerdere bussen.

## Sport
Het sportveld aan de Schluchseestraße is de thuishaven van voetbalclub 1. FC Lübars dat afkomstig is uit het naburige Lübars. Het sportveld grenst wel aan Lübars. De club speelde van 1993 tot 1999 in de Berlin-Liga. 
Borsigwalde |
Frohnau |
Heiligensee |
Hermsdorf |
Konradshöhe |
Lübars |
Märkisches Viertel |
Reinickendorf |
Tegel |
Waidmannslust |
Wittenau